# Голая Пристань
Го́лая При́стань (укр. Гола Пристань) — город в Скадовском районе Херсонской области Украины, административный центр Голопристанской городской общины. До 2020 года — город областного подчинения и административный центр упразднённого Голопристанского района.

## География
Голая Пристань находится в юго-западной части Херсонской области, и является организационно-хозяйственным, культурно-бытовым и лечебно-оздоровительным центром районного значения.
Город расположен на левом берегу речки Конки, у Днепровского лимана.
Расположение озера Соляного, его прибрежных территорий определило конфигурацию плана города, который охватывает озеро с востока, севера и запада. Площадь лесов в районе Голой Пристани составляет около 45 000 га, леса преимущественно хвойные и смешанные.
Площадь городского совета — 13 089 га, острова Белогрудого — 59,3 га.

## История
Первые сведения о казённом селе Голая Пристань относятся к 1786 году. В 1802 году Голая Пристань вошла в состав Збурьевской волости Днепровского уезда Таврической губернии.
В 1867 году была открыта первая школа. В июне 1889 года Херсонское уездное земство открыло грязелечебницу. В начале 1890-х годов численность населения составляла около 2700 человек, основными занятиями являлись рыболовство и каботажное судоходство, и жителям селения и соседней Збурьевки принадлежали, на 1893 год, 102 небольшие парусные судна — дубки. По переписи населения в Российской империи на 1897 год, жителей 6143, из них 667 евреев.
В 1902—1905 годах здесь проводились работы по установлению радиотелеграфной связи с Херсоном.
В ходе революции 1905 года в селе возникла социал-демократическая организация и прошли выступления крестьян.
С 16 июля 1912 года между Скадовском и Голой Пристанью открыто регулярное омнибусное сообщение в курортный сезон.
В январе 1918 года здесь была установлена Советская власть, после окончания Гражданской войны началось развитие промышленности.
В марте 1923 года Голая Пристань стала районным центром, и в 1926 году проживало 5728 жителей. В 1927 году в окрестностях города был создан Черноморский биосферный заповедник. В 1930 году началось издание районной газеты. В 1930 году посёлок был районным центром и входил в Херсонский округ.
19 октября 1938 года Голая Пристань получила статус посёлка городского типа.
В 1939 году был создан Голопристанский лесхоз.
После начала Великой Отечественной войны 13 сентября 1941 года посёлок был оккупирован наступавшими немецкими войсками, в период оккупации здесь действовала партийно-комсомольская подпольная организация.
4 ноября 1943 года посёлок был освобождён советскими войсками.
После войны посёлок был восстановлен, в 1946 году был отстроен и возобновил работу санаторий «Гопри».
В 1948—1949 годах на Нижнеднепровских песках между Голой Пристанью и Чёрным морем (называемых местными жителями «кучугуры») было создано лесное хозяйство. В 1951 году здесь действовали механические и судоремонтные мастерские, маслозавод и несколько других предприятий пищевой промышленности, три средних школы, две начальные школы, Дом пионеров, Дом культуры, театр, две библиотеки и музей Черноморского заповедника.
В 1958 году посёлок городского типа получил статус города.
В 1970 году численность населения составляла 13,6 тысячи человек, крупнейшими предприятиями являлись завод «Коммунар» (специализировавшийся на выпуске спортивных лодок, швейных изделий и товаров народного потребления), маслодельный завод и завод по производству камышитовых плит.
По состоянию на начало 1980 года здесь действовали завод «Коммунар» (выпускавший деревянные лодки и товары народного потребления), маслодельный завод, пищевкусовая фабрика, элеватор, лесхоззаг, комбинат бытового обслуживания, 8 общеобразовательных школ, две музыкальные школы, спортивная школа, Дом культуры, кинотеатр и 13 библиотек. Основой экономики являлись предприятия пищевой промышленности.
В 1989 году численность населения составляла 17 105 человек.
В мае 1995 года Кабинет министров Украины утвердил решение о приватизации находившегося в городе автотранспортного предприятия.
В 1997 году постановлением кабинета министров Украины Голая Пристань отнесена к курортным городам.
С 2003 года в начале июля в Голой Пристани ежегодно проходит Всеукраинский фестиваль народного творчества «Купальские зори».
На 1 января 2013 года численность населения составляла 14 870 человек.
В конце февраля 2022 года в ходе вторжения России на Украину город был оккупирован российской армией.
В июне 2023 года в результате разрушения Каховской ГЭС город был подтоплен и значительно пострадал. Издание Meduza пишет, что оккупационные власти «не только провалили эвакуацию мирных жителей, но и перестали пускать в город волонтеров, закрыв его на карантин». Представители оккупационных властей утверждают, что в результате наводнения в городе погибло 13 человек.

## Население

### Языковой состав
Родной язык населения по данным переписи 2001 года:
| Язык       | Численность, чел. | Доля     |
| ---------- | ----------------- | -------- |
| Украинский | 12 749            | 80,17 %  |
| Русский    | 3 057             | 19,22 %  |
| Другие     | 96                | 0,61 %   |
| Итого      | 15 902            | 100,00 % |

## Галерея
|                         |            |                            |                                    |                                               |
| Свято-духовская церковь | Набережная | Свято-Владимирская церковь | Вид на Голую пристань с реки Конка | Строительство новой Свято-Владимирской церкви |

## Экономика
Лечебные грязи соленого черноморско-азовского грязевого озера известны с XIX века. В июне 1889 года здесь была открыта грязелечебница. В советское время на базе лечебницы на окраине Голой Пристани был создан санаторий «Гопри» и город получил известность как грязевой курорт. Основные природные факторы курорта «Гопри» — сульфидно-иловая грязь и хлоридно-натриевая рапа. Лечебная грязь восстанавливает и улучшает функции систем кровообращения, дыхания, обмена веществ. Наличие в рапе значительного количества железа, серы, а также повышенное, по сравнению с морской водой, содержание калия, брома, йода дают большой лечебный эффект.

## Транспорт
В городе есть пристань.
Через Голую Пристань проходят транзитные пути к Черноморскому побережью Херсонской области. Город связан автодорогами с Алёшками, Зализным Портом, Скадовском.
Городской транспорт представлен автобусами.

## Религия
- Храм Святого Преподобного Серафима Саровского УПЦ(МП)[22][23]
- Храм Святого Духа УПЦ(МП)
- Храм Святого Владимира УПЦ(МП)
- Храм преподобного Серафима Саровского[24]
- Церковь Евангельских Христиан Баптистов[25]
- Зал Царства Свидетелей Иеговы

## Известные люди Голой Пристани и упразднённого Голопристанского района

### Дважды герои
- В Голой Пристани похоронен дважды Герой Социалистического Труда  Брага, Марк Андронович
- В Голой Пристани родился и похоронен дважды Герой Советского Союза Покрышев, Пётр Афанасьевич
- В Голопристанском районе родился дважды Герой Социалистического Труда Стрельченко, Иван Иванович
- В Голопристанском районе родился  Герой Советского Союза и Полный Кавалер ордена Славы Дубинда, Павел Христофорович

### Герои Советского Союза
- Баршт, Абрек Аркадьевич
- Висовин, Константин Гаврилович
- Оводовский, Григорий Яковлевич
- Королюк, Иван Петрович
- Свирепый, Александр Сергеевич[источник не указан 1030 дней]
- Танский, Николай Георгиевич
- Контушный, Алексей Семёнович
- Прокопенко, Владимир Прокофьевич
- Суббота, Николай Никитович
- Саламаха, Антон Михайлович
- Жолобов, Виталий Михайлович

### Герои Социалистического Труда
- Белая, Мария Гавриловна
- Гальченко, Александр Яковлевич
- Гниляк, Николай Николаевич
- Кривой, Петр Михайлович
- Малашков, Евгений Борисович
- Михасько, Василий Васильевич
- Мохортов, Константин Владимирович
- Нимич, Павел Алексеевич
- Присяжный, Михаил Павлович
- Садовой, Николай Карпович
- Соляник, Алексей Николаевич
- Сорока, Дмитрий Игнатьевич
- Сорока, Дмитрий Яковлевич
- Шмагель, Надежда Александровна
- Щербаченко, Василий Григорьевич

### Полные Кавалеры ордена Славы
- Дубинда Павел Христофорович
- Черный, Григорий Иванович
- Люлько, Василий Касьянович

### Полные Кавалеры ордена Трудовой Славы
- Мурашов, Владимир Кириллович

## Радиотелеграфная связь Херсон — Голая Пристань
В начале 1900-х годов Одесский почтово-телеграфный округ
обратился в Главное управление почт и телеграфов (ГУПиТ) с ходатайством на производство «опытов применения беспроволочной системы телеграфирования» для применения этой системы взамен проектируемых линий проводной связи. В мае 1901 года заявка была рассмотрена в ГУПиТ, но с учётом новизны дела предлагалось испытать систему радиосвязи сначала на небольшом расстоянии, между Херсоном и селением Голая Пристань. Эти пункты на противоположных берегах Днепра поддерживали прямую телеграфную связь по обходной линии длиной 160 вёрст, а расстояние по прямой было 12 вёрст.
Проект устройства радиостанций в указанных пунктах, составленный главным механиком Одесского почтово-телеграфного округа Э. О. Бухгеймом, был представлен в ГУПиТ 16 августа 1901 года и 27 августа получил одобрение. Вместе с тем было отмечено, что фирма французского предпринимателя Эжена Дюкрете, где предполагалось закупить всё оборудование, во-первых, перегружена заказами, во-вторых, её аппаратура сравнительно дорогая, поэтому предлагалось заказать там «только самую чувствительную и существенную часть — приёмник, состоящий из когерера, катушек, конденсаторов и реле», а остальные приборы приобрести у фирмы «Сименс и Гальске».
Все приборы были получены только к августу 1902 года, работы по устройству станций начались в октябре и в основном закончены к концу года. Однако выбранный способ разносистемной комплектации оборудования и низкое качество монтажа потребовали доработок. После устранения большинства дефектов выявилось влияние на работу приёмника установленных в соседнем помещении телеграфных аппаратов, поэтому опыты с радиостанциями можно было проводить только ночью, когда не работала телеграфная станция. В начале января 1903 года состоялась пробная передача сообщений в направлении Херсон — Голая Пристань, качество получилось удовлетворительным. В феврале, во время пробных передач в направлении Голая Пристань — Херсон, приём оказался невозможен. Достичь успеха для этого направлении так и не удалось до 1905 годах.
Почтово-телеграфное ведомство вынуждено было признать, что «причиной безуспешности опытов следует считать то, что для устройства станций было решено приобрести приборы не у одной какой-либо фирмы, а скомбинировать подлежащие приборы, выписанные отчасти из-за границы, отчасти от русских заводов». ГУПиТ распорядилось прекратить опыты по радиосвязи между Херсоном и Голой Пристанью и начать подобные опыты в окрестностях Санкт-Петербурга. После демонтажа станций все приборы были переданы в учебную радиотелеграфную лабораторию Электротехнического института.
Существующие в российской историографии утверждения, что «днепровские радиостанции успешно обслуживали потребности местного судоходства», являются несостоятельными. Вместе с тем остаются вопросы, почему ГУПиТ не посчитало целесообразным использовать знания и опыт А. С. Попова на этапе работ по устройству станций. Учитывая имевшие место при их строительстве случаи несоблюдения как радиотехнических, так и простейших электротехнических правил, представляются некорректными заявления, что станции в Херсоне и Голой Пристани строились по инициативе и под руководством А. С. Попова — это не подчеркивает значимость имени А. С. Попова, а, наоборот, порочит его.

### Комментарии
1. ↑  Есть сведения, что на стадии проектных работ, начатых, очевидно, значительно ранее мая 1901 года, были консультации с А. С. Поповым. На это указывает документы от 23 января 1901 года «А. С. Попов направил письмо Э. О. Бухгейму с запросом о характере местности для установки радиостанций, связывающих Херсон с Голой Пристанью»[27] и от 15 февраля 1901 года «Ответ А. С. Попову от Э. О. Бухгейма о местности для устройства телеграфа»[28].